# Katarzyna Witwicka

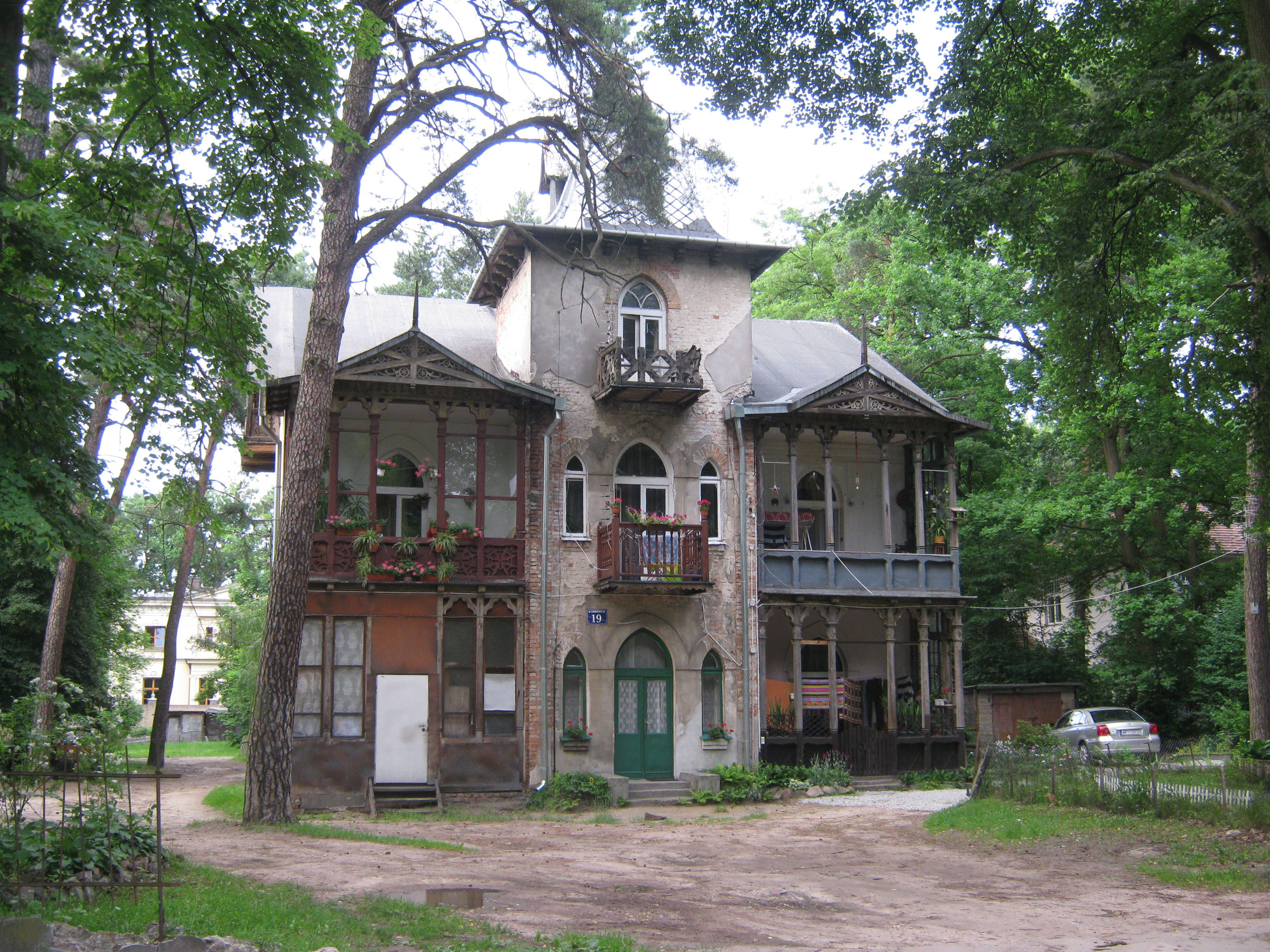
Willa "Maryla" przy ul. Sienkiewicza w Konstancinie, w której mieszkała rodzina Witwickich. Opisana w "Opowiadaniach konstancińskich"

Katarzyna Witwicka (ur. 1 listopada 1919 w Kijowie, zm. 24 lutego 2003 w Warszawie) – polska pisarka i tłumaczka literatury rosyjskiej i francuskiej, autorka kilkudziesięciu opowiadań i powieści.

## Życie i twórczość
Witwicka urodziła się w Kijowie w mieszanej polsko-rosyjskiej rodzinie. Była córką zamożnej Rosjanki i polskiego oficera 12. Pułku Ułanów Podolskich. Po przyjeździe do Polski, jej rodzina mieszkała w podwarszawskim Konstancinie, a następnie, od 1931 w Warszawie. Od 1958 roku członkini Związku Literatów Polskich. W wielu jej utworach pojawiają się elementy biograficzne np. w "Opowiadaniach konstancińskich" prezentujących przedwojenne życie w podwarszawskim uzdrowisku, czy w albumie "Polesie. Kadry pamięci". Kolekcjonowała pocztówki związane z Polesiem i pisała artykuły związane z tematyką filokartystyczną.

## Wybrana bibliografia
- Kolory bez barw - Czytelnik 1972
- Proszony obiad - Nasza Księgarnia 1972
- Buraki na świąteczną ćwikłę - Horyzonty 1974
- W strasznym domu - Nasza Księgarnia 1974
- Dzień, który trwał pięć lat - Nasza Księgarnia 1976
- Słońce prosto w oczy - Iskry 1976
- Pocztówka zza oceanu - Młodzieżowa Agencja Wydawnicza 1977
- Dzikie wino - Nasza Księgarnia 1979
- Opowiadania konstancińskie - Nasza Księgarnia 1980
- Węzełek z wiatru - Nasza Księgarnia 1982
- Czerwońce - Ośrodek Karta 2000
- Polesie: Kadry pamięci - Lubelskie Centrum Marketingu 2003